# Vasilij Zeiher
Vasilij Zeiher (ur. 18 lipca 1971) – niemiecki zapaśnik startujący w stylu wolnym. Olimpijczyk z Sydney 2000, gdzie zajął piętnaste miejsce w kategorii 54 kg.
Siódmy na mistrzostwach świata w 1998. Szósty na mistrzostwach Europy w 1998. Piąty na igrzyskach wojskowych w 1999. Trzeci w Pucharze Świata w 2003; czwarty w 1999; piąty w 1998 i szósty w 2002 roku.
Mistrz Niemiec w latach: 1998 i 2003; drugi w 1999 i 2002.